# Oecomys
Az Oecomys az emlősök (Mammalia) osztályának rágcsálók (Rodentia) rendjébe, ezen belül a hörcsögfélék (Cricetidae) családjába tartozó nem.

## Rendszerezés
A nembe az alábbi 16 faj tartozik:
- Oecomys auyantepui Tate, 1939
- Oecomys bicolor Tomes, 1860 - típusfaj
- Oecomys catherinae Thomas, 1909
- Oecomys cleberi Locks, 1981
- Oecomys concolor Wagner, 1845
- Oecomys flavicans Thomas, 1894
- Oecomys mamorae Thomas, 1906
- Oecomys paricola Thomas, 1904
- Oecomys phaeotis Thomas, 1901
- Oecomys rex Thomas, 1910
- Oecomys roberti Thomas, 1904
- Oecomys rutilus Anthony, 1921
- Oecomys speciosus J. A. Allen & Chapman, 1893
- Oecomys superans Thomas, 1911
- Oecomys sydandersoni Carleton, Emmons, & Musser, 2009[1]
- Oecomys trinitatis J. A. Allen & Chapman, 1893